# Atamu Tekena
Atamu Tekena ou Atamu te Kena, de son nom complet Atamu Maurata Te Kena 'Ao Tahi , né vers 1850 et mort en août 1892, est l'avant-dernier ariki ou roi de Rapa Nui (c'est-à-dire l'île de Pâques) de 1883 jusqu'à sa mort. En 1888, il signe un traité d'annexion cédant l'île de Pâques au Chili lors d'une cérémonie présidée par le capitaine Policarpo Toro. L'île passe ensuite entre les mains de l'entreprise coloniale Williamson-Balfour Company. Son nom se traduit par « Adam le Fou de Bassan ».

## Biographie

### Contexte
Atamu nait vers 1850 en tant que membre élargi du clan Miru, traditionnellement associé à la royauté indigène (ariki mau). En raison des raids d'esclaves péruviens et de la décimation de la population indigène Rapa Nui par des maladies introduites, la population tombe à 110 individus en 1877,. En 1864, les missionnaires français de la Congrégation des Sacrés-Cœurs de Jésus et de Marie s'établissent sur l'île et convertissent de nombreux Rapa Nui au christianisme. Le dernier 'ariki mau Kerekorio Manu Rangi reconnu est mort dans une épidémie de tuberculose en 1867,,.
Après ce bouleversement social, un Conseil d'État est créé sous la direction de l'aventurier et éleveur de moutons français Jean-Baptiste Dutrou-Bornier qui exerce de plus en plus de contrôle et expulse les missionnaires catholiques. Il installe sa femme Koreto comme la « reine » non reconnue de l'île et demande en vain à la France le statut de protectorat.
Dutrou-Bornier est assassiné en 1876 et la mission catholique romaine revient. Ses intérêts commerciaux sont hérités par le prince anglo-juif-tahitien Alexander Ariipaea Salmon, qui gère un élevage de moutons dont le cheptel s'étend sur une grande partie des terres de l'île.

### Rétablissement des Ariki
La mission met en place un nouveau gouvernement indigène basé sur les conseils de district indigènes de Tahiti. A l'instigation de Tepano Jaussen de Tahiti, Atamu est nommé roi par le père Hippolyte Roussel en 1883 pour représenter leurs intérêts aux côtés de deux to'opae (conseillers) et de deux juges,,. Atamu adopte le nom supplémentaire Maurata d'après l'ariki mau décédé lors des raids d'esclaves péruviens. Contrairement à ses prédécesseurs, Atamu n'est pas considéré comme membre de la lignée patrilinéaire royale traditionnelle et détient peu de pouvoir politique.
Il épouse Ana Eva Hei Vehi (Uka ʻa Hei ʻa ʻArero), parfois connue sous le nom de "Reine Eva", qui est l'une des dernières Rapa Nui tatouée de manière traditionnelle,. Ils ont eu six enfants, dont leur fils aîné Atamu « Hango » Tekena Hei.

### Annexion au Chili

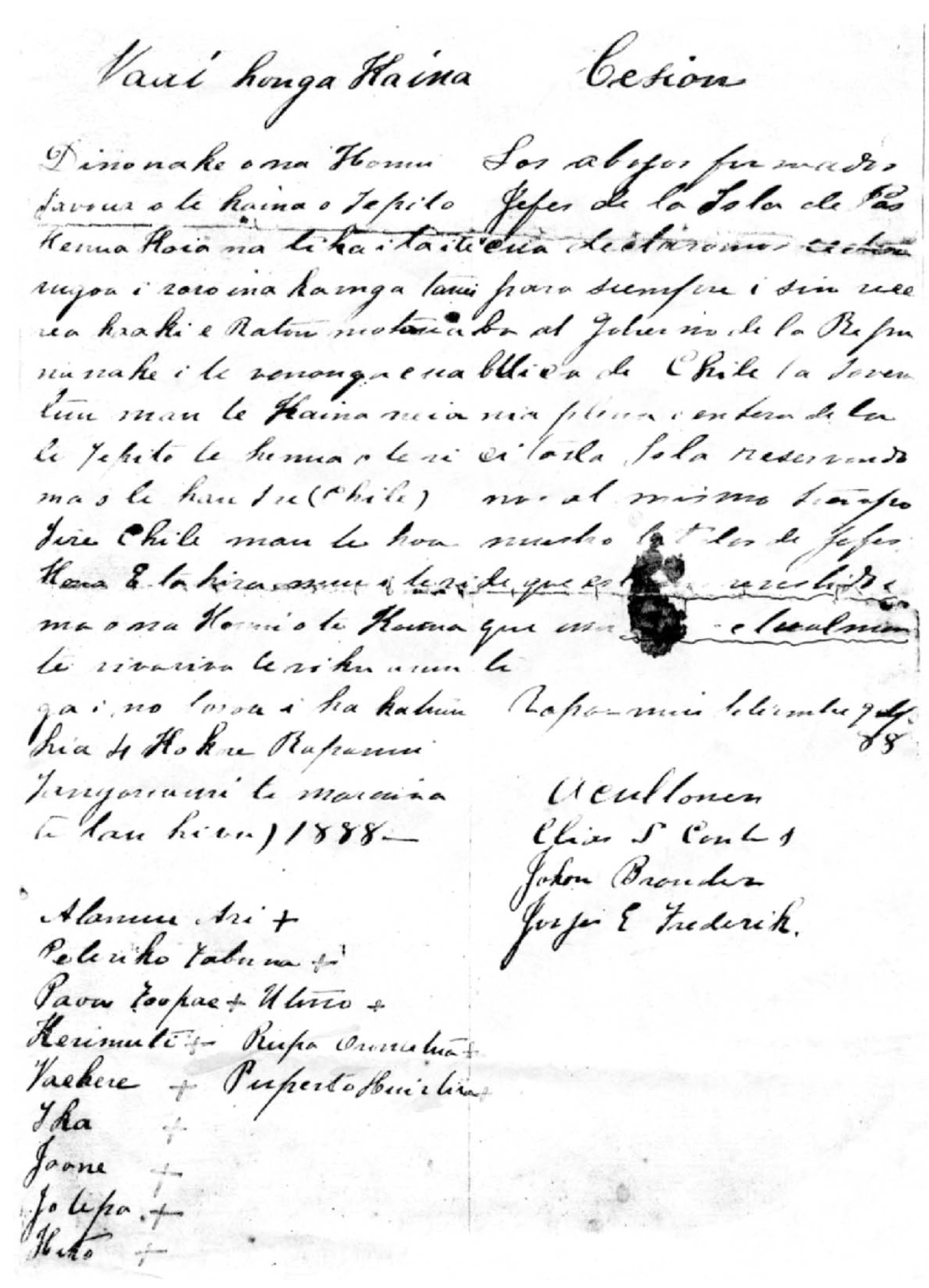
Le traité d'annexion Rapa Nui-Chili de 1888 avec traduction tahitienne et rapa Nui à gauche et traduction espagnole à droite

En 1887, le capitaine Policarpo Toro est envoyé par le gouvernement du Chili pour acheter le ranch de moutons Salmon et négocier l'annexion de l'île auprès de l'autorité missionnaire catholique de Tahiti. Toro débarque sur l'île de Pâques l'année suivante et le 9 septembre 1888, Atamu et onze chefs signent un traité d'annexion cédant l'île au Chili. Au cours de la cérémonie d'annexion, Atamu donne à Toro une poignée d'herbe pour nourrir son bétail et reçoit en retour une poignée de terre qu'il met dans sa veste, affirmant ainsi les droits souverains de son peuple sur la terre,.

L'historien Lorenz Gonschor remet en question l'authenticité du traité d'annexion en raison de l'ambiguïté des versions bilingues. La version en langue Rapa Nui faisait uniquement du Chili le protecteur de l'île tandis que la version en langue espagnole cédait la souveraineté de l'île à perpétuité. Bien que les missionnaires éduquent les insulaires depuis plus de vingt ans, aucun des chefs n'a signé son nom sur le document et a simplement écrit « + » à côté de son nom. Le traité n’est jamais officiellement ratifié par le Chili, :
Lors de la cérémonie d'annexion, le roi Atamu Tekena a donné à Toro un bouquet d'herbe tout en mettant une poignée de terre dans sa poche, soulignant sa compréhension de donner au Chili uniquement le droit d'utiliser la terre, mais pas la terre elle-même. On dit également que le drapeau chilien a été hissé sous le drapeau rapanui sur le même mât, reconnaissant ainsi le statut souverain du gouvernement indigène de l'île.
Le capitaine Toro fonde une colonie avec son frère Pedro Pablo Toro comme agent de colonisation. Le peuple Rapa Nui semble inconscient de la prise de pouvoir ; ils croient qu'ils sont seulement devenus un protectorat et qu'ils conservent toujours leur indépendance. Cette colonie chilienne coexiste et consulte le gouvernement indigène et Atamu et ses chefs conservent leurs titres. La colonie a été temporairement abandonnée en 1892 après que les troubles politiques au Chili incitent de nombreux colons à retourner sur le continent. Atamu meurt en août 1892. Après sa mort, le peuple Rapa Nui élit Siméon Riro Kāinga comme prochain roi,,.

## Héritage
L'avenue principale de l'île, l'Avenida Atamu Tekena, à Hanga Roa, est rebaptisée en 1998 en son honneur. Elle s'appelait auparavant Avenue Policarpo Toro en l'honneur du capitaine chilien qui initie l'annexion de l'île de Pâques. Un buste du roi est créé en 2000 par l'artiste Rapa Nui Tebo Pakarati et placé à côté d'un buste plus ancien du capitaine Toro sur la Plaza Policarpo Toro, la place principale de Hanga Roa.

## Voir également
- Histoire de l'île de Pâques